# Wiener Bronzen

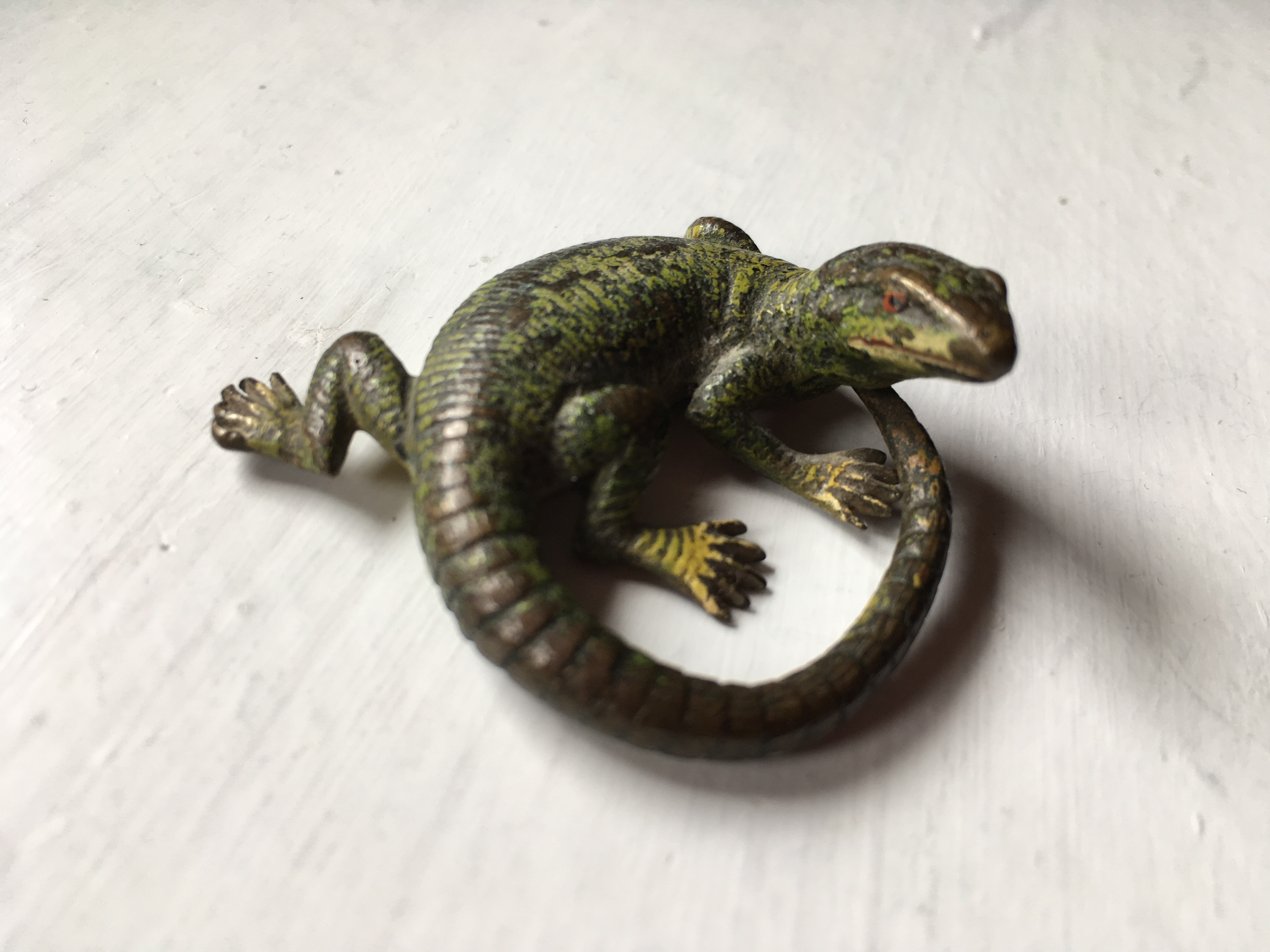
Wiener Bronze

Als Wiener Bronzen bezeichnet man in Bronze gegossene Kleinplastiken Wiener Hersteller, die im 19. und frühen 20. Jahrhundert als Ziergegenstände (Nippes) weite Verbreitung fanden, heute allerdings eher von engeren Sammlerkreisen geschätzt werden.
Einfachere Ware dieser Art wurde schon seit dem Biedermeier produziert. Der Höhepunkt der Nachfrage ergab sich aber in der Gründerzeit: zahlreiche Firmen produzierten mehr oder weniger exotische menschliche Figuren (Orientalen, Indianer, Mohren) auf ihren Reittieren, dann auch Tiere ohne menschliche Begleitung von Elefanten und Löwen bis zu Hunden und Hasen sowie Kleintieren wie Fröschen und Insekten.
Es gab dramatische Figurengruppen (Kampfszenen) und auch humoristische (menschlich gekleidete Tiere), auch Erotica wurden produziert, etwa als mechanische Bronzen für das Herrenzimmer.
In den beiden Weltkriegen wurden viele Wiener Bronzen aufgrund der Metallbedürfnisse der Artillerie eingeschmolzen.
Um 1900 gab es in Wien etwa 80 einschlägige Gewerbebetriebe, die allerdings in der Folgezeit aufgrund eines Wandels im europäischen Publikumsgeschmack nahezu alle schließen mussten.
Die Tradition der Wiener Bronzen wurde in der wirtschaftlich schwierigen Situation ab 1930 durch Messing- und speziell in der Nachkriegszeit auch durch Kupferobjekte ersetzt, vertreten durch Karl Hagenauer, Franz Hagenauer, Carl Auböck II, Richard Rohac und Erich Kolbenheyer.

## Wichtige Vertreter
- Franz Xaver Bergmann
- Fritz Bermann
- Carl Hagenauer
- Karl Auböck I
- Bruno Zach
- Carl Kauba
- Friedrich Gornik
- Wilhelm Bormann
- K. Csadek
- Richard Thuss
- Robert Pfeffer
- K. Thenn
- E. Zaga
- Hugo F. Kirsch
- Theodor Charlemont
- Heinrich Babka
- Edmund Csadek
- Ruffino Besserdich
- Ferdinand Doblinger
- Gottfried Kumpf